# Mona El-Shazly
 (août 2013).
Mona Mohamed Mahmoud Ahmed El-Shazly (en arabe : منى محمد محمود أحمد الشاذلى), connue comme Mona El-Shazly, est une animatrice égyptienne de talk show. Elle est connue pour son ancien célèbre talk show : Al Ashira Masa'an, où elle parle des nouvelles de la journée, en interrogeant des personnalités politiques égyptiennes et étrangères, des scientifiques, des anciens islamiques, etc.
Depuis 2013, Mona El-Shazly change de chaîne avec un nouveau talk show : Gomal Mofida (Des phrases utiles) sur MBC Masr (MBC Égypte). 
Elle a étudié à l'université américaine du Caire.